# Квинт Цедиций
Квинт Цеди́ций (лат. Quintus Caedicius) — римский политический деятель из плебейского рода Цедициев, консул 256 года до н. э. Участник Первой Пунической войны.

## Происхождение
Предположительно Квинт Цедиций был сыном консула 289 года до н. э. Квинта Цедиция Ноктуа. 

## Биография
Карьера Квинта Цедиция разворачивалась во время Первой Пунической войны. Возможно, как будущего консула 256 года до н. э. следует идентифицировать военного трибуна Квинта Цедиция, который, согласно сообщению Марка Порция Катона Цензория, в 258 году до н. э. спас действовавшую на Сицилии армию консула Авла Атилия Калатина. В 256 году до н. э. Квинт Цедиций получил консулат вместе с патрицием Луцием Манлием Вульсоном Лонгом, но умер уже вскоре после этого. С его смертью исчезают всякие упоминания о роде Цедициев.
После смерти Квинта консулом-суффектом был избран Марк Атилий Регул, который вскоре потерпел поражение в Африке и попал в плен к карфагенянам.